# 水谷尚子
水谷尚子（1966年—），日本歷史學者，主要研究第二次中日戰爭以降的中日關係等中國近代史，為日本中央大學的契約講師。

## 學歷
日本女子大學大學院博士課程修畢。曾先後在臺灣的國立臺灣大學、上海復旦大學和北京中國人民大學留學。

## 研究領域
主要研究中日戰爭以來的中日關係，並以口述歷史和參與討論活動為主。1999年4月，曾參加北京中央電視台「實話實說」節目，為南京大屠殺等歷史教科書問題辯護。
2000年代後熱心參與有關新疆維吾爾自治區維吾爾族權利的活動。2007年10月完成《被中國追趕的維吾爾人─流亡者口中的政治迫害》一書。2009年7月，水谷尚子於曾三度獲提名諾貝爾和平獎的世界維吾爾代表大會議長熱比婭訪日時做為她入境身份保證人。2010年2月27日在北京機場被中國入境管理部門以〝行動上支持分裂中國〞拒絕入境。

## 著作
- . 文藝春秋. 2005-09. ISBN 4-16-366230-8.
- . 文藝春秋. 2006-07. ISBN 4-16-366340-1.
- . 文春新書. 文藝春秋. 2007-10. ISBN 978-4-16-660599-6.